# Міагра чорна
Міа́гра чорна (Myiagra atra) — вид горобцеподібних птахів родини монархових (Monarchidae). Ендемік Індонезії.

## Поширення і екологія
Чорні міагри мешкають на островах Біак, Нумфор і Супіорі. Вони живуть в тропічних і мангрових лісах на висоті до 400 м над рівнем моря.

## Збереження
МСОП вважає стан збереження цього виду близьким до загрозливого. Чорним міаграм загрожує знищення природного середовища.